# Oruza maerens
Oruza maerens är en fjärilsart som beskrevs av Turner 1936. Oruza maerens ingår i släktet Oruza och familjen nattflyn. Inga underarter finns listade i Catalogue of Life.